# 나혜원
나혜원(羅惠嫄, 1986년 6월 28일 ~ )은 대한민국의 전직 여자 배구 선수이다. 경기도 안양시 출신으로 스파이크 높이는 280cm, 블로킹 높이는 270cm이다. 초등학교 4학년 때 아버지의 권유로 배구를 처음 시작했으며, 아버지는 전 국가 배구 선수 나정균(고려증권)이다. 2004년 GS칼텍스에 입단했으며, 일신여자상업고등학교를 졸업했다. 2011년 한송이의 보상 선수로 흥국생명으로 이적했다가 2012-2013 시즌 후 현역에서 은퇴했다. 은퇴 이후에는 지도자로 활동 중이다.

## 주요 국가대표 출전 경력
- 월드그랑프리: 2006, 2009, 2011
- 2007년 아시아선수권대회, 월드컵
- 2008년 베이징 올림픽 예선, 제1회 AVC컵 여자배구대회